# Mount Gester
Mount Gester är ett berg i Antarktis. Det ligger i Västantarktis. Inget land gör anspråk på området. Toppen på Mount Gester är 950 meter över havet.
Terrängen runt Mount Gester är kuperad norrut, men söderut är den platt. Trakten är obefolkad. Det finns inga samhällen i närheten.